# AMADORI
AMADORI（あまどり）は、佐賀県出身の女性シンガー。

## 概要
1981年3月31日生まれ（公式サイトより)。O型。
佐賀県武雄市出身（）。佐賀県立武雄高等学校を卒業後、2000年に上京。
ユニット「windy hill」を結成し、音楽活動を開始する。
windy hill は2001年に活動休止、以後「AMADORI」としてソロで活動をはじめ、2005年シングル「光～大切にするべきはその手～」でメジャーデビュー。
AMADORIは、公式サイトによると、アマツバメの古称で、『「雨の中を飛ぶ鳥のイメージ」で、切なく悲しくも、力強い存在であり続けるという意味を込めて自ら』命名したという。

## ディスコグラフィー

### シングル
- Wonderful Life（2003年11月）タワーレコード限定シングル
- 光～大切にするべきはその手～（2005年4月）
映画『いぬのえいが』挿入歌。TBS系『チューボーですよ!』エンディングテーマ。映画『樹の海』主題歌
- 流星（2005年8月10日）
- そばにいるから（2005年11月16日）
アニメ『NARUTO -ナルト-』11代目エンディングテーマ

### アルバム
- Five Kisses（2004年3月）ミニアルバム
- Calling!!（2005年12月21日）
- Bittersweets（2007年12月12日）カバーアルバム

### その他
- オムニバス「amaranth~MULTICOLORED」（2003年3月19日）
5.人魚
- V.A.「BeTI-Beyond the influences」（2004年8月4日）
2.AMADORI/AIN'T NOTHING LIKE THE REAL THING/MARVIN GAYE
- AMADORI+Ohata yuichi「Two of us」（2005年2月2日）カバースプリットシングル
- オムニバス「いぬのおんがく inspired from いぬのえいが」（2005年3月16日）
9 光～大切にすべきはその手（「いぬのえいが」Ver.）
- オムニバス「14プリンセス～PRINCESS PRINCESS CHILDREN～」（2006年3月8日）
- オムニバス「beautiful water 映画「いちばんきれいな水／オリジナルサウンドトラック」」
- DJ OKAWARI ｢MIRROR」(2009/6/24)
3.You Gotta Be feat.AMADORI